# Лингл (Вајоминг)
Лингл (енгл. Lingle) град је у америчкој савезној држави Вајоминг.

## Демографија
По попису из 2010. године број становника је 468, што је 42 (-8,2%) становника мање него 2000. године.
| Група             | 2000.       | 2010.       |
| Белци             | 478 (93,7%) | 450 (96,2%) |
| Афроамериканци    | 0 (0,0%)    | 1 (0,2%)    |
| Азијати           | 0 (0,0%)    | 0 (0,0%)    |
| Хиспаноамериканци | 21 (4,1%)   | 14 (3,0%)   |
| Укупно            | 510         | 468         |